# Matthéo Xantippe
Matthéo Xantippe (Amiens, 11 aprile 2002) è un calciatore francese, difensore del Grenoble.

## Caratteristiche tecniche
È un terzino sinistro.

## Carriera

### Club
Cresciuto nel settore giovanile dell'Amiens, ha debuttato in prima squadra il 24 luglio 2021 nell'incontro di Ligue 2 perso 2-1 contro l'Auxerre ed il 29 giugno 2022 ha firmato il suo primo contratto professionstico. Ha segnato il suo primo gol in carriera il 19 novembre seguente, nella partita di Coppa di Francia vinta 10-0 contro l'Aiglon du Lamentin.
Il 30 giugno 2023 è stato acquistato a titolo definitivo dal Grenoble.

### Nazionale
Ha giocato con la nazionale giovanile francese Under-18.

## Statistiche

### Presenze e reti nei club
Statistiche aggiornate al 3 maggio 2025.
| Stagione        | Squadra         | Campionato      | Campionato | Campionato | Coppe nazionali | Coppe nazionali | Coppe nazionali | Coppe continentali | Coppe continentali | Coppe continentali | Altre coppe | Altre coppe | Altre coppe | Totale | Totale | Totale |
| Stagione        | Squadra         | Comp            | Pres       | Reti       | Comp            | Pres            | Reti            | Comp               | Pres               | Reti               | Comp        | Pres        | Reti        | Pres   | Reti   |        |
| --------------- | --------------- | --------------- | ---------- | ---------- | --------------- | --------------- | --------------- | ------------------ | ------------------ | ------------------ | ----------- | ----------- | ----------- | ------ | ------ | ------ |
| 2020-2021       | Amiens 2        | N3              | 5          | 0          | -               | -               | -               | -                  | -                  | -                  | -           | -           | -           | 5      | 0      |        |
| 2021-2022       | Amiens 2        | N3              | 3          | 0          | -               | -               | -               | -                  | -                  | -                  | -           | -           | -           | 3      | 0      |        |
| 2022-2023       | Amiens 2        | N3              | 4          | 0          | -               | -               | -               | -                  | -                  | -                  | -           | -           | -           | 4      | 0      |        |
| Totale Amiens 2 | Totale Amiens 2 | Totale Amiens 2 | 12         | 0          |                 | -               | -               |                    | -                  | -                  |             | -           | -           | 12     | 0      |        |
| 2021-2022       | Amiens          | L2              | 21         | 0          | CF              | 3               | 0               | -                  | -                  | -                  | -           | -           | -           | 24     | 0      |        |
| 2022-2023       | Amiens          | L2              | 24         | 0          | CF              | 3               | 1               | -                  | -                  | -                  | -           | -           | -           | 27     | 1      |        |
| Totale Amiens   | Totale Amiens   | Totale Amiens   | 45         | 0          |                 | 6               | 1               |                    | -                  | -                  |             | -           | -           | 51     | 1      |        |
| 2023-2024       | Grenoble        | L2              | 13         | 0          | CF              | 1               | 0               | -                  | -                  | -                  | -           | -           | -           | 14     | 0      |        |
| 2024-2025       | Grenoble        | L2              | 17         | 2          | CF              | 1               | 0               | -                  | -                  | -                  | -           | -           | -           | 18     | 2      |        |
| Totale Grenoble | Totale Grenoble | Totale Grenoble | 30         | 2          |                 | 2               | 0               |                    | -                  | -                  |             | -           | -           | 32     | 2      |        |
| Totale carriera | Totale carriera | Totale carriera | 87         | 2          |                 | 8               | 1               |                    | -                  | -                  |             | -           | -           | 95     | 3      |        |